# Васильев, Василий Александрович (футболист)
Васи́лий Алекса́ндрович Васи́льев (15 мая 1927 — 10 ноября 1993) — советский футболист, полузащитник и нападающий. Впоследствии — тренер. Мастер спорта СССР (1951), заслуженный тренер УССР (1971).

## Биография
На высшем уровне начал играть в 1950 году за куйбышевские «Крылья Советов», провёл за команду 6 сезонов, сыграл 86 матчей, забил 10 мячей.
Затем перебрался в Ленинград, где играл за команду класса «Б» «Трудовые резервы» (1957—1958) и «Адмиралтеец» (1960—1961).
Впоследствии работал тренером, был начальником команды «Труд» Воронеж.
Сын Вячеслав и внук Дмитрий также футболисты.